# Togo Igawa
Togo Igawa (Japans: 伊川 東吾 , Igawa Togo) (Tokio, 26 september 1946) is een Japans acteur woonachtig en voornamelijk werkzaam in Engeland en de Verenigde Staten.

## Carrière
Togo Igawa werd geboren in Tokyo, Japan. In Tokyo speelde hij van jongs af aan mee in verschillende toneelstukken. Begin jaren '80 emigreerde hij met zijn echtgenote naar Engeland waar hij aan het werk ging als acteur. Zijn eerste rol speelde hij in 1984 in de film The Man Who Shot Christmas samen met landgenoot Eiji Kusuhara.
Hij werkte zich op als een van de grootste en bekendere Japans-Britse acteurs en verscheen in grotere filmproducties, waarvan vele voornamelijk in bijrollen of kleinere rollen. Recentelijk speelt hij onder andere meer in Johnny English Reborn en Star Wars: Episode VIII.
Ook is hij een veelgevraagd stemacteur voor voornamelijk Engelsprekende, Japanse personages. Zo spreekt hij de stem in van Hiro in Thomas de stoomlocomotief en die van professor Moshimo in Robotboy. Ook in verschillende videogames is zijn stem te horen. Onder andere als hoofdschruk Kolonel Lee in Crysis Warhead and als Jiro in Payday 2.

## Persoonlijk leven
Igawa woont in Engeland met zijn vrouw Adrienne Baba. In 1986 werd hij het eerste Japanse lid van de The Royal Shakespeare Company in Londen.

## Filmografie

### Televisie
- Gems als Mr. Horikoshi/Mr. Jima (1985-1986)
- Never the Twain als Japans toerist (1988)
- Small World als Professor Motakazu Umeda (1988)
- Forever Green als Mr. Okisawa (1989)
- Screen Two als Hiroto (1989)
- Yu-Gi-Oh! als Jafar Shin (stem) (2005)
- Robotboy als Professor Moshimo (stem) (2005-2008)
- The IT Crowd als de Japanse Baas (2006)
- Thomas de stoomlocomotief als Hiro (stem) (2009–heden)
- Casualty als Than Sein (2014)
- Marco Polo als Chuluun (2014)
- Archer als Kentaro Sato (stem) (2015)
- The Amazing World of Gumball als Mr Yoshida en de Mystical Narrator (stem) (2015-2018)
- Doctor Who als Secretaris-generaal (2017)
- Doctors als Akio Tanaka (2017)
- Origin als Eiichi Yagami (2018)
- The Crown als Keizer Hirohito (2019)

### Films
- Kagirinaku toumei ni chikai blue als Okinawa (1979)
- The Man Who Shot Christmas als koji (1984)
- Half Moon Street als Japanse butler (1986)
- Incognito als Agachi (1998)
- The Nine Lives of Tomas Katz als Japanse diepzee duiker (1999)
- Code 46 als de autobestuurder (2004)
- Irish Jam als Mr. Suzuki (2006)
- Speed Racer als Tetsuo Togokahn (2008)
- The Hedgehog als Kakuro Ozu (2009)
- Held van het spoor als Hiro (stem) (2009)
- A Matter of Size als Kitano (2009)
- Johnny English Reborn als Ting Wang (2011)
- Gambit als Takagawa (2012)
- Koning van het spoor als Hiro (voice) (2013)
- 47 Ronin als Tengu Lord (stem) (2013)
- Hector and the Search for Happiness als oude monnik (2014)
- Street Fighter: Assassin's Fist als Gotetsu (2014)
- Everly als Sadist (2014)[1]
- The Confessions (2016) als Japans Minister
- Star Wars: Episode VIII - The Last Jedi als Officier van de Verzetsbrug (2017)
- The Gentlemen as Wang Yong (2019)
- The Host (2020)
- Tetris als Hiroshi Yamauchi (2023)

### Computerspellen
- Shogun: Total War als de verteller (2001)
- Perfect Dark Zero als Zhang Li (2005)
- Genji: Days of the Blade als Musashibo Benkei (2006)
- Crysis Warhead als Colonel Lee (2008)
- Total War: Shogun 2 als de verteller (2010)
- Payday 2 als Jiro (2013)
- Wolfstride als Oyabun (2020)
- Evil Genius 2 als Jubei (2021)